# John Wood il Vecchio
John Wood (Twerton, 1704 – Bath, 1754) è stato un architetto britannico.

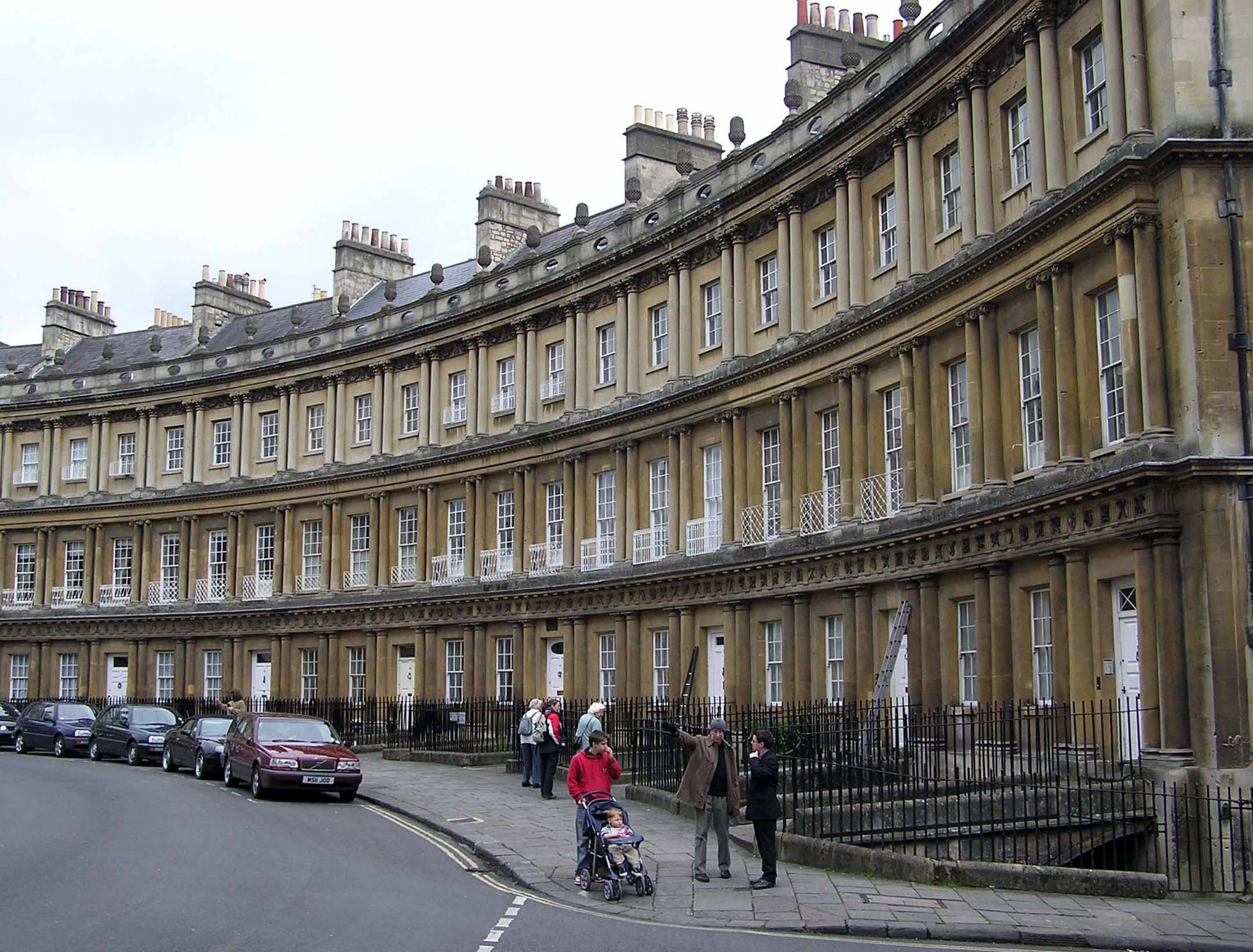
The Circus

Era chiamato anche Wood of Bath e viene ricordato oggi come John Wood il vecchio.
Lavorò principalmente nella città di Bath, situata nell'Inghilterra sudoccidentale anche se era originario dello Yorkshire, nel Nord dell'Inghilterra. Fra le sue opere, si ricordano The Circus, Queen Square, Prior Park ed il North and South Parades.